# Ed Begley
Ed Begley (født 25. marts 1901, død 28. april 1970) var en amerikansk filmskuespiller. Han var kendt for sin medvirken i film som 12 vrede mænd fra 1957. Ed Begley vandt en Oscar i kategorien bedste mandlige birolle for sin rolle som «Tom "Boss" Finley» i filmen Sweet Bird of Youth.